# 台ヶ丸山
台ヶ丸山（だいがまる）は、徳島県美馬市に位置する讃岐山脈に属する山である。標高694.6m。

## 地理・概要
旧美馬郡脇町に聳える山である。山頂には左王神社が建つ。東側に妙体山が、西側に大滝山が聳えている。山麓には吉野川の支流・曽江谷川が流れ、夏子ダムが設けられている。